# Klarissenkloster Viehhausen
Das Klarissenkloster Viehhausen war ein 1852 bis 1975 bestehendes Kloster der Klarissen in Viehhausen in Bayern in der Diözese Regensburg. Danach wurde in dem Gebäude zwischen 1978 und 1989 ein Servitenkloster eingerichtet. Heute wird das Schloss- bzw. ehemalige Klostergebäude als Pfarrhaus genutzt.

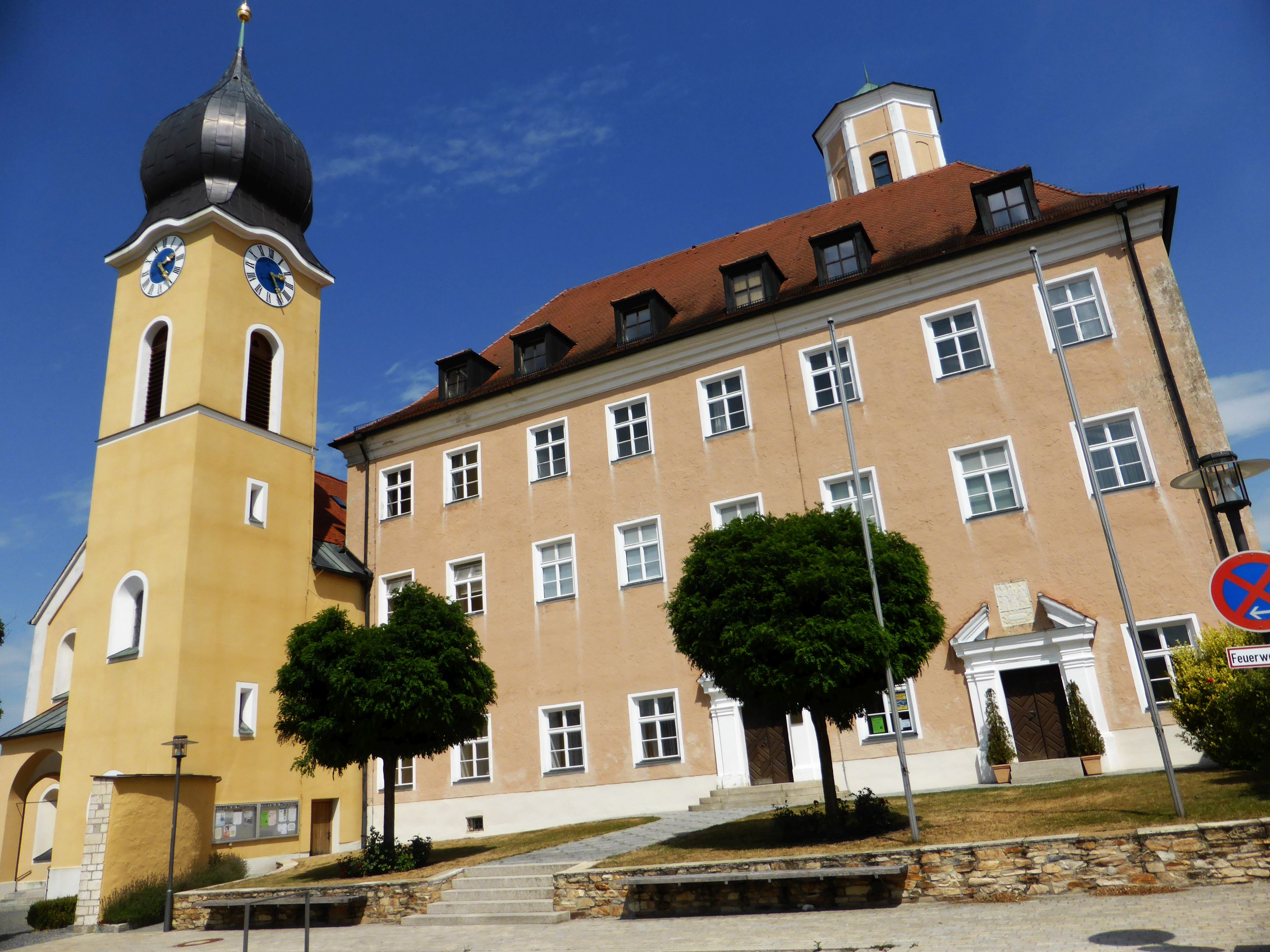
Früheres Schloss und Kloster Oberviehhausen, heute Pfarrzentrum

## Geschichte
Am 7. September 1848 wurde das Schloss Oberviehhausen von Friedrich Pustet, Besitzer der Papierfabrik Alling, ersteigert. Dieser bot den Schlosskomplex dem Kloster St. Klara in Regensburg zum Kauf an und die Klarissen erwarben für 4000 Gulden den Besitz. Die Äbtissin Antonia Späth von Kloster St. Klara gab ihre Funktion in Regensburg auf und wurde Oberin des neu gegründeten Klosters Viehhausen. Am 18. September 1852 zog die Oberin mit vier Schwestern in das Kloster ein, das am selben Tag von Bischof Valentin Riedel eingeweiht wurde. 1862 umfasste der Konvent 12 Mitglieder und eine Novizin, um 1900 erhöhte sich diese Zahl auf 20. 
Kernstück des Klosterlebens war nach innen das mitternächtliche Chorgebet sowie häufiges strenges Fasten und nach außen die Erziehung von Kindern in einem Pensionat und einer Schule. Eine Besonderheit war auch, dass die Schwestern nicht in Einzelzellen untergebracht waren, sondern in einem Gemeinschaftsraum. Dies wurde von Bischof Ignatius von Senestrey kritisiert, der es lieber gesehen hätte, wenn jede Klosterfrau eine eigene Zelle hätte. 1856 wurde die Schule in Viehhausen teilweise übernommen und die Mädchen von den Knaben getrennt. Es wurde eine eigene Mädchenschule mit Nähunterricht und einem Pensionat geschaffen, die beide in dem früheren Schlossgebäude untergebracht wurden. 
1854 erwarb das Kloster den Thalhof, um die Lebensgrundlagen zu sichern. Zuerst wurde dieser von einem Hofbauern bewirtschaftet, 1856 an Franz Wolfseher verpachtet und 1876 an diesen verkauft. Daneben verdienten die Klosterschwestern ihren Lebensunterhalt mit Handarbeiten und zeitweise mit der Produktion eines Klosterbitters. Die Schwestern unterstützten 1867 den Bau einer Ortskirche „St. Leonhard“ durch die Überlassung von Baugrund (der Burggraben wurde dazu aufgefüllt und der Zehentstadel abgerissen) und einer finanziellen Spende von 1500 Gulden. 

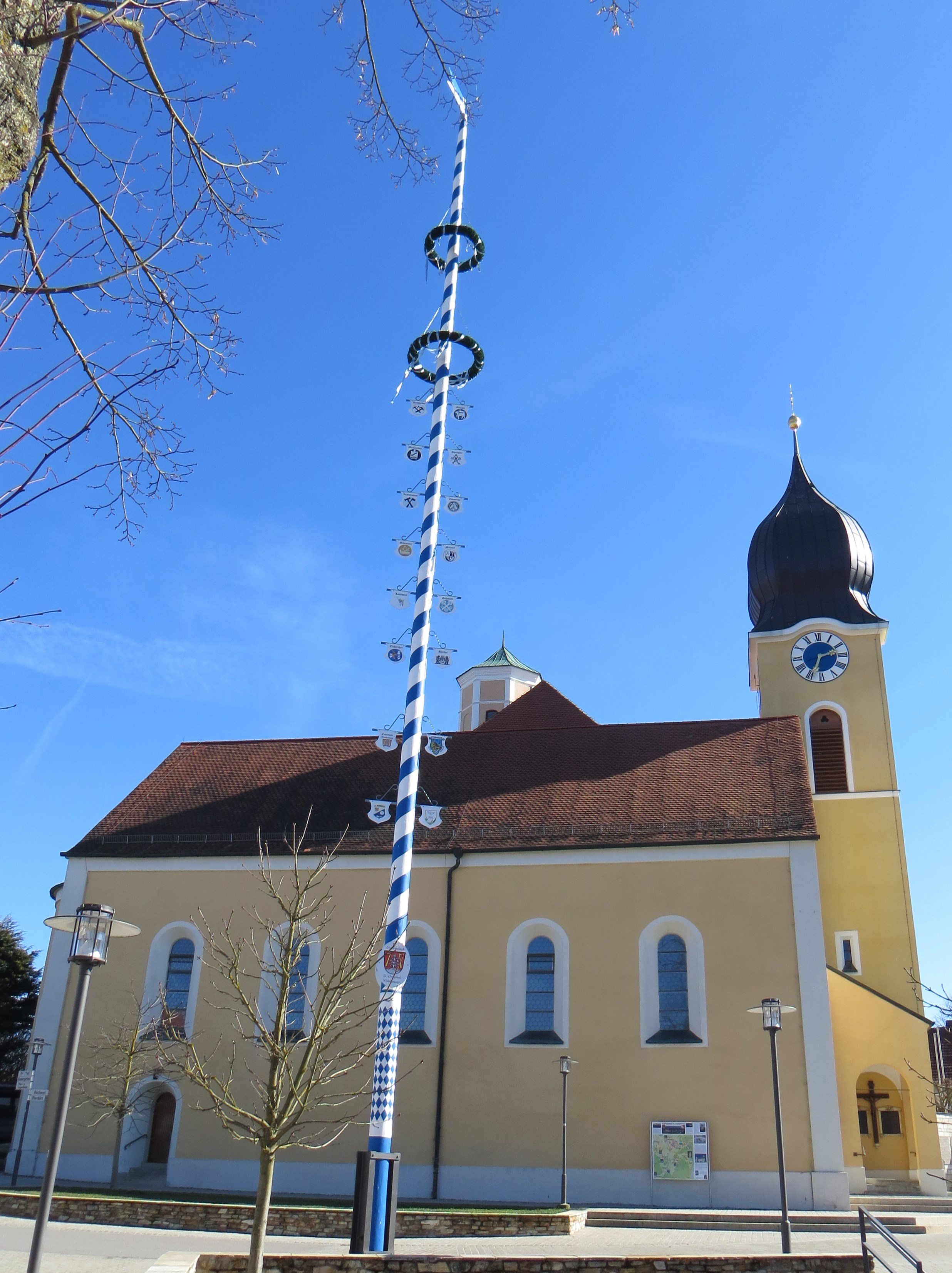
Kirche St. Leonhard (Viehhausen)

Während der Zeit des Nationalsozialismus mussten die Schwestern 1938 bis 1945 den Schuldienst aufgeben, dieser wurde 1945 wieder aufgenommen. Nachdem 1952 in Viehhausen eine eigene Schule errichtet worden war, wurde in dem nun leerstehenden Klostergebäude das Altersheim St. Josef mit 12 Einzelzimmern für Frauen eingerichtet. Nachdem in Regensburg das Klarissenkloster 1974 aufgelöst worden war, gaben auch die Klarissen in Viehhausen ihr Kloster auf und zogen zusammen mit den Regensburger Schwestern in ein neu errichtetes Kloster nach Dingolfing. 
Da die Pfarrkuratie bereits von Patres des Servitenordens betreut wurde, wurde geplant, hier ein Noviziats- und Studienhaus des Ordens zu errichten. Nach aufwändigen Renovierungen weihte Bischof Rudolf Graber am 11. Juni 1978 hier ein Servitenkloster ein. Erster Prior wurde Pater Bernhard M. Alpers, O.S.M. Die gesetzten Ziele konnte der Orden aber auf Dauer nicht erreichen und so verließen die Serviten bereits 1989 das Kloster in Viehhausen. 